# Чумаков, Пётр Михайлович
Пётр Михайлович Чумаков (род. 3 мая 1951 года) — советский и российский молекулярный биолог и вирусолог, член-корреспондент РАН (2019). 
Заведующий лабораторией пролиферации клеток Института молекулярной биологии имени В. А. Энгельгардта РАН.
Представитель династии, много десятилетий занимающейся вопросами фундаментальной и прикладной биологии и медицины. Сын выдающихся вирусологов М. П. Чумакова и М. К. Ворошиловой, по материнской линии правнук К. В. Ворошилова, брат К. М. Чумакова.

## Биография
Родился в семье вирусологов. Интерес к научной работе проявил еще в школьные годы.
Вместе с младшим братом Константином Чумаковым стажировался в Институте полиомиелита и вирусных энцефалитов АМН СССР, принимал участие в исследовании свойств непатогенных энтеровирусов, разработке живых энтеровирусных вакцин (ЖЭВ), изучении онколитических свойств вирусов.
В 1968 году поступил в 1-й Московский медицинский институт, который окончил с отличием в 1974 году. В студенческие годы стажировался в лаборатории профессора В. И. Агола в Институте полиомиелита и вирусных энцефалитов АМН СССР.
В 1974 году поступил в аспирантуру Института молекулярной биологии АН СССР, научный руководитель — академик Г. П. Георгиев.
В 1979 году защитил диссертацию кандидата биологических наук «Транскрипция вирусного генома в клетках трансформированных обезьяньим вирусом 40».
В 1989 году защитил диссертацию доктора биологических наук «Структурно-функциональный анализ онкобелка р53».
В 1984 и 1989 годах вел научные исследования в исследовательском институте фонда им. Мари Кюри в Великобритании.
С 1987 по 1992 год совместно с С. А. Недоспасовым руководил временным научным коллективом «Экспрессия эукариотических генов» в ИМБ РАН.
С 1987 по 2015 год был редактором журнала «Oncogene», Nature Publishing Group.
С 1992 года — руководитель Лаборатории пролиферации клеток в ИМБ РАН.
С 1995 года — член редакционного совета журнала «Молекулярная биология».
С 1995 по 2000 гг. и с 2005 по 2010 гг. избирался Международным исследователем Медицинского института Говарда Хьюза.
В 1997 году присвоено звание профессора.
В 1999 года, по приглашению А. В. Гудкова, не прекращая работу в ИМБ РАН, организовал исследовательскую лабораторию в Отделе молекулярной генетики Иллинойского университета в Чикаго.
С 2001 по 2012 год руководил лабораторией в Отделе молекулярной генетики Лернеровского исследовательского института Кливлендской клиники (Lerner Research Institute), являлся профессором Кейсовского университета Западного резервного района (Case Western Reserve University) в Кливленде, одновременно продолжая руководить лабораторией в ИМБ РАН.
С 2010 по 2015 год был приглашённым почётным профессором Тюбингенского университета, Германия.
В 2010 году стал победителем Первого конкурса научных мегагрантов Правительства РФ, совместно с С. В. Нетёсовым организовал в Новосибирском государственном университете Лабораторию микробиологии и вирусологии, основным направлением которой является изучение вирусного онколиза и разработка подходов к терапии рака с помощью онколитических вирусов.
С 2013 года продолжает работу по созданию технологий терапии онкологических заболеваний с помощью онколитических вирусов в ИМБ РАН.
С 2019 года — член-корреспондент РАН.

## Научная деятельность
В 1982 году первым клонировал ген p53, центральный супрессор злокачественного роста. На протяжении последующих 30 лет внес существенный вклад в изучение функции гена р53 и его роли в канцерогенезе и физиологии организма. В частности, с помощью in vitro мутагенеза установил, что мутации способны превращать р53 в доминантный онкоген. Изучая природные мутантные формы гена р53, выделенные из опухолевых клеток, установил их способность усиливать клеточную автономию и устойчивость к противораковой терапии. Установил роль р53 в поддержании гомеостаза и контроле обмена веществ при физиологических нагрузках. Разработал перспективные прототипы новых противораковых препаратов, направленных на восстановление функций гена р53 в клетках опухолей. Начиная с 2010 года основным направлением работ является изучение механизмов вирусного онколиза и разработка подходов к терапии рака с помощью онколитических вирусов. В руководимой им лаборатории созданы панели онколитических вирусов, которые предназначены для персонализированной терапии рака.
Автор более 250 научных работ, монографий и патентов. Под его руководством защищено 28 кандидатских и докторских диссертаций.
Член редколлегии журнала «Молекулярная биология».

## Выступления в СМИ во время пандемии COVID-19
Во время коронавирусной пандемии активно комментировал и высказывал свое мнение о возбудителе заболевания, его возможном происхождении, прогнозе распространения и течения заболевания. Допускает рукотворное происхождение SARS-CoV-2, а также его менее патогенного варианта «Омикрон». Высказал предположение, что высоко заразный Омикрон может сыграть роль «живой вакцины», быстро сформировав коллективный иммунитет, способный остановить пандемию. Считает, что, поскольку современный технологический уровень позволяет создавать патогенные варианты вирусов с пандемическим потенциалом, необходимо серьезно относиться к угрозам появления новых опасных вирусных патогенов. Как противодействие таким угрозам, предлагал использование интерфероногенных живых энтеровирусных вакцин (ЖЭВ), которые были разработаны и испытаны еще в СССР как средство для экстренной неспецифической профилактики гриппа и других ОРВИ.

## Награды
- Государственная премия Российской Федерации в области науки и технологий (11 июня 2024) — за цикл фундаментальных и прикладных работ по изучению функций гена основного опухолевого супрессора р53 в норме и патологии[29].